# Fakulta stavební VŠB-TUO
Fakulta stavební (FAST) je jedna ze sedmi fakult Vysoké školy báňské – Technické univerzity Ostrava (VŠB–TUO), v pořadí druhá nejmladší. Fakulta poskytuje studijní programy v bakalářském, (navazujícím) magisterském i doktorském (Ph.D.) stupni studia. Studenti jsou vyučováni v českém i anglickém jazyce ve všech úrovních studia formou prezenčního i kombinovaného studia.

## Členění
Součástí fakulty jsou tyto katedry:
- Katedra konstrukcí
- Katedra městského inženýrství
- Katedra stavebních hmot a diagnostiky staveb
- Katedra geotechniky a podzemního stavitelství
- Katedra pozemního stavitelství
- Katedra architektury
- Katedra dopravního stavitelství
- Katedra stavební mechaniky
- Katedra prostředí staveb a TZB
- Katedra matematiky

## Studijní programy

### Bakalářské studijní programy a specializace
- Architektura a stavitelství (pouze prezenční forma)
- Stavební inženýrství
  - Konstrukce staveb
  - Prostředí staveb
  - Pozemní a průmyslové stavitelství
  - Geotechnika a podzemní stavitelství
  - Stavební hmoty a diagnostika staveb
  - Dopravní stavby
  - Městské inženýrství

### Navazující magisterské studijní programy
- Architektura a stavitelství (pouze prezenční forma)
- Stavební inženýrství – BIM inženýring
- Stavební inženýrství – Městské inženýrství
- Stavební inženýrství – Pozemní a průmyslové stavitelství
- Stavební inženýrství – Stavební hmoty a diagnostika staveb
- Stavební inženýrství – Geotechnika a podzemní stavitelství
- Stavební inženýrství – Dopravní stavby
- Stavební inženýrství – Konstrukce staveb
- Stavební inženýrství – Prostředí staveb

### Doktorské studijní programy
- Stavební inženýrství
- Geotechnika a podzemní stavitelství

## Vedení fakulty
- prof. Ing. Jiří Brožovský, Ph.D. Děkan Fakulty stavební VŠB – Technické univerzity Ostrava
- doc. Ing. Jan Petrů, Ph.D.. Proděkan pro vědu a výzkum Fakulty stavební VŠB – Technické univerzity Ostrava
- Ing. Eva Wernerová, Ph.D. Proděkanka pro rozvoj a propagaci Fakulty stavební VŠB – Technické univerzity Ostrava
- doc. Ing. Pavlína Matečková, Ph.D. Proděkanka pro studium Fakulty stavební VŠB – Technické univerzity Ostrava
- doc. Ing. Petr Konečný, Ph.D. Proděkan pro vnější vztahy Fakulty stavební VŠB – Technické univerzity Ostrava
- Ing. Vavrušová Kristýna, Ph.D. Předsedkyně akademického senátu Fakulty stavební VŠB – Technické univerzity Ostrava
- Ing. Bc. Hana Wewiorková, DiS.  Tajemnice Fakulty stavební VŠB – Technické univerzity Ostrava